# 渡口線
渡口線 (とこうせん) とは中国四川省攀枝花市内を東西に貫く、全長42kmの成昆線の支線鉄道路線。単線（一部複線）・非電化。攀枝花駅の北7kmにある三堆子駅の先にて成昆線から西に分岐し、金沙江を遡り、渡口を経て、炭鉱・石灰石・鉄鉱石・セメントなどの鉱業地区に接続する。

## 概要
1967年4月、人民解放軍鉄道兵7659部隊により着工、1970年4月に完成した。
渡口線と成昆線の分岐は、三堆子駅と牛坪子駅の間にあるトンネルの中で、全方向複線で乗り入れできるような三角形を形成しており、渡口方面・成都方面・昆明方面の三方向からいずれの方向にも直通可能である。渡口線は急峻な川沿いで多数の支流の河を跨ぐため、全線の三分の一がトンネル・橋梁となっている。